# Бараново (Мазовецьке воєводство)
Бараново (пол. Baranowo) — село в Польщі, у гміні Бараново Остроленцького повіту Мазовецького воєводства.
Населення — 1254 особи (2011).
У 1975-1998 роках село належало до Остроленцького воєводства.

## Демографія
Демографічна структура станом на 31 березня 2011 року:
|          | Загалом | Допрацездатний вік | Працездатний вік | Постпрацездатний вік |
| -------- | ------- | ------------------ | ---------------- | -------------------- |
| Чоловіки | 601     | 125                | 422              | 54                   |
| Жінки    | 653     | 128                | 391              | 134                  |
| Разом    | 1254    | 253                | 813              | 188                  |